# Pterinopus scambus
Pterinopus scambus är en stekelart som beskrevs av Henry Keith Townes, Jr. 1969. Pterinopus scambus ingår i släktet Pterinopus och familjen brokparasitsteklar. Inga underarter finns listade i Catalogue of Life.